# ذنب الأسد الأزغب
ذنب الأسد الأزغب (الاسم العلمي:Leonurus pubescens) هو نوع من النباتات يتبع جنس ذنب الأسد من الفصيلة الشفوية.